# Lippisch Ente
Lippisch Ente var ett tyskt, bemannat, raketdrivet experimentflygplan som flögs 1928.
Flygplanet konstruerades av Alexander Lippisch som en flygande vinge i Lippisch Storch-serie.   
Fritz von Opel som i slutet på 1920-talet experimenterade med olika raketlösningar för att driva bilar besökte tillsammans med Friedrich Sander och Max Valier i mars 1928 Wasserkuppe. Deras avsikt med besöket var att ta reda på möjligheterna att förse de lätta glidflygplanen med raketer för ge dem en egen framdrivning. Under sitt besök imponerades de av Lippischs flygande vinge som med små modifieringar kunde bära raketer. I juni återvände von Opel, Sander, och Valier för att diskutera vidare med Lippisch. Det slutade med att de köpte Ente med löfte om att Lippisch hjälpte till med modifieringen.  
Man monterade en svartkrutsraket under varje vinghalva, samt en självjusterande motvikt under förarkabinen, som behöll vingens tyngdpunktsläge allt eftersom bränslet i raketerna minskade. För att avfyra raketerna monterades en elektrisk tändanordning och elkablar drogs till förarkabinen där piloten kunde tända raketerna. 
Tanken var att man skulle avfyra en raket i taget för att ge så lång flygtid som möjligt, brinntiden för en raket var 30 sekunder.
Fritz Stamer, som fungerat som Lippischs testpilot, valdes ut för att flyga farkosten. Efter en misslyckad start kom han i iväg. När farkosten hade lättat från marken efter en gummirepstart tände han den första raketen. 30 sekunder senare tände han den andra raketen. Totalt mätte flygsträckan 1 500 meter.
Vid nästa försök tänkte man avfyra båda rakerterna samtidigt för att se om farten blev högre. Efter att Stamer lättat från marken tryckte han på avfyringsknappen. Den ena raketen tände normalt medan raket två exploderade och slog upp hål i vingarna. Stammer, som var ca 20 meter upp i luften, lyckades få ner farkosten på marken, där han snabbt lämnade den.
Stamer fortsatte att arbeta som testpilot och var verksam som flyglärare vid sin flygskola fram till 1933. Lippisch kom med tiden att bli känd som flygplanskonstruktör, inte minst för sin medverkan i konstruktionen av Messerschmitt Me 163 Komet. von Opel, som var finansiär och upphovsmannen bakom raketdriften av glidflygplan, återupptog försöken med flygplanskonstruktören Julius Hatry och raketflygplanet Opel RAK 1.